# Cantone di Grandpré
Il Cantone di Grandpré era una divisione amministrativa dell'arrondissement di Vouziers
A seguito della riforma approvata con decreto del 21 febbraio 2014, che ha avuto attuazione dopo le elezioni dipartimentali del 2015, è stato soppresso.

## Composizione
Comprendeva i comuni di:
- Apremont
- Beffu-et-le-Morthomme
- Champigneulle
- Chatel-Chéhéry
- Chevières
- Cornay
- Exermont
- Fléville
- Grandham
- Grandpré
- Lançon
- Marcq
- Mouron
- Olizy-Primat
- Saint-Juvin
- Senuc
- Sommerance
- Termes